# Solà de la Coma d'Orient
El Solà de la Coma d'Orient és una solana del terme municipal de Conca de Dalt, a l'antic terme d'Hortoneda de la Conca, al Pallars Jussà, en territori que havia estat de l'antiga caseria dels Masos de la Coma.
Està situada al nord de la Coma d'Orient, al nord-est dels Masos de la Coma. La travessen, de nord a sud, les canals del Roure i de l'Esparra. És a la dreta del barranc de la Coma d'Orient.